# Aderus brevipilis
Aderus brevipilis é uma espécie de insecto [[Besouro|Coleoptera|coleóptero]] pertencente à família Aderidae. Foi descrito cientificamente por George Charles Champion em 1915.

## Distribuição geográfica
Habita no Bornéu.